# Atletism la Jocurile Olimpice de vară din 2016 - 5.000 m (feminin)
Proba de 5.000 de metri feminin de la Jocurile Olimpice de vară din 2016 a avut loc în perioada 16-19 august pe Stadionul Olimpic.

## Recorduri
Înaintea acestei competiții, recordurile mondiale și olimpice erau următoarele:
| Record  | Atlet                 | Timp     | Loc               | Data               |
| ------- | --------------------- | -------- | ----------------- | ------------------ |
| Mondial | Tirunesh Dibaba (ETH) | 14:11,15 | Oslo, Norvegia    | 6 iunie 2008       |
| Olimpic | Gabriela Szabo (ROU)  | 14:40,79 | Sydney, Australia | 25 septembrie 2000 |

| Area                                             |             |                       |               |
| Area                                             | Timp (s)    | Atletă                | Țară          |
| ------------------------------------------------ | ----------- | --------------------- | ------------- |
| Africa (recorduri)                               | 14:11,15 RM | Tirunesh Dibaba       | Etiopia       |
| Asia (recorduri)                                 | 14:28,09    | Jiang Bo              | China         |
| Europa (recorduri)                               | 14:23,75    | Lilia Șobuhova        | Rusia         |
| America Centrală, de Nord și Caraibe (recorduri) | 14:42,64    | Molly Huddle          | Statele Unite |
| Oceania (recorduri)                              | 14:45,93    | Kimberley Smith       | Noua Zeelandă |
| America de Sud (recorduri)                       | 15:18,85    | Simone Alves da Silva | Brazilia      |

## Format
Competiția a avut două etape: runda întâi cu două serii și finala. Primele cinci atlete din fiecare serie și următoarele cinci atlete cu cel mai bun timp s-au calificat în finală. 

## Rezultate

### Runda 1
Reguli de calificare: primele cinci atlete din fiecare serie (C) și următoarele cinci atlete cu cel mai bun timp (c) se califică în finală.

#### Seria 1
| Loc | Nume                      | Naționalitate              | Timp     | Note      |
| --- | ------------------------- | -------------------------- | -------- | --------- |
| 1   | Hellen Onsando Obiri      | Kenya                      | 15:19,48 | (C)       |
| 2   | Yasemin Can               | Turcia                     | 15:19,50 | (C)       |
| 3   | Mercy Cherono             | Kenya                      | 15:19,56 | (C)       |
| 4   | Shelby Houlihan           | Statele Unite ale Americii | 15:19,76 | (C)       |
| 5   | Susan Kuijken             | Olanda                     | 15:19,96 | (C), (SB) |
| 6   | Madeline Heiner Hills     | Australia                  | 15:21.33 | (c)       |
| 7   | Miyuki Uehara             | Japonia                    | 15:23,41 | (c), (SB) |
| 8   | Ababel Yeshaneh           | Etiopia                    | 15:24,38 | (c)       |
| 9   | Juliet Chekwel            | Uganda                     | 15:29,07 |           |
| 10  | Laura Whittle             | Marea Britanie             | 15:31,30 |           |
| 11  | Louise Carton             | Belgia                     | 15:34,39 |           |
| 12  | Kim Conley                | Statele Unite ale Americii | 15:34,39 |           |
| 13  | Jessica O'Connell         | Canada                     | 15:51,18 |           |
| 14  | Lucy Oliver               | Noua Zeelandă              | 15:53,77 |           |
| 15  | Sharon Firisua            | Insulele Solomon           | 18:01,62 |           |
| 16  | Beatrice Kamuchanga Alice | Republica Democrată Congo  | 19:29,47 |           |
|     | Dalila Abdulkadir         | Bahrain                    | (DNS)    |           |

#### Seria a 2-a
În seria a 2-a, Abbey D'Agostino și Nikki Hamblin s-au ciocnit și au căzut. D'Agostino a fost prima care s-a ridicat, dar în loc să continue alergarea a ajutat-o pe Hamblin să se ridice. Mai târziu în timpul cursei, rana lui D'Agostino s-a dovedit a fi mai gravă deoarece a început să șchioapete și a căzut din nou. De această dată, Hamblin s-a oprit a încurajat-o să se ridice și să termine cursa. După cursă, organizatorii au decis să le trimită pe amândouă în finalp, împreună cu Jennifer Wenth care a fost și ea împiedicată de ciocnire. Hamblin și D'Agostino au primit mai târziu Premiul Fair Play acordat de Comitetul Internațional Fair Play pentru acțiunea lor din timpul cursei. 
| Loc | Nume                      | Naționalitate              | Timp     | Note      |
| --- | ------------------------- | -------------------------- | -------- | --------- |
| 1   | Almaz Ayana               | Etiopia                    | 15:04,35 | (C)       |
| 2   | Senbere Teferi            | Etiopia                    | 15:17,43 | (C)       |
| 3   | Vivian Cheruiyot          | Kenya                      | 15:17,74 | (C)       |
| 4   | Karoline Bjerkeli Grøvdal | Norvegia                   | 15:17,83 | (C)       |
| 5   | Eilish McColgan           | Marea Britanie             | 15:18,20 | (C)       |
| 6   | Eloise Wellings           | Australia                  | 15:19,02 | (c), (SB) |
| 7   | Genevieve LaCaze          | Australia                  | 15:20,45 | (c), (PB) |
| 8   | Stephanie Twell           | Marea Britanie             | 15:25,90 |           |
| 9   | Misaki Onishi             | Japonia                    | 15:29,17 |           |
| 10  | Mimi Belete               | Bahrain                    | 15:29,72 |           |
| 11  | Andrea Seccafien          | Canada                     | 15:30,32 |           |
| 12  | Ayuko Suzuki              | Japonia                    | 15:41,81 |           |
| 13  | Stella Chesang            | Uganda                     | 15:49,80 |           |
| 14  | Jennifer Wenth            | Austria                    | 16:07,02 | (c)       |
| 15  | Nikki Hamblin             | Noua Zeelandă              | 16:43,61 | (c)       |
| 16  | Abbey D'Agostino          | Statele Unite ale Americii | 17:10,02 | (c)       |
| –   | Bibiro Ali Taher          | Ciad                       | (DNF)    |           |

### Finala
| Loc | Nume                      | Naționalitate              | Timp     | Note |
| --- | ------------------------- | -------------------------- | -------- | ---- |
| 1   | Vivian Cheruiyot          | Kenya                      | 14:26.17 | RO   |
| 2   | Hellen Onsando Obiri      | Kenya                      | 14:29,77 | (PB) |
| 3   | Almaz Ayana               | Etiopia                    | 14:33,59 |      |
| 4   | Mercy Cherono             | Kenya                      | 14:42,89 |      |
| 5   | Senbere Teferi            | Etiopia                    | 14:43,75 |      |
| 6   | Yasemin Can               | Turcia                     | 14:56,96 |      |
| 7   | Karoline Bjerkeli Grøvdal | Norvegia                   | 14:57,53 | (PB) |
| 8   | Susan Kuijken             | Olanda                     | 15:00,69 | (PB) |
| 9   | Eloise Wellings           | Australia                  | 15:01,59 | (SB) |
| 10  | Madeline Heiner Hills     | Australia                  | 15:04,05 | (PB) |
| 11  | Shelby Houlihan           | Statele Unite ale Americii | 15:08,89 |      |
| 12  | Genevieve LaCaze          | Australia                  | 15:10,35 | (PB) |
| 13  | Eilish McColgan           | Marea Britanie             | 15:12,09 |      |
| 14  | Ababel Yeshaneh           | Etiopia                    | 15:18,26 |      |
| 15  | Miyuki Uehara             | Japonia                    | 15:34,97 |      |
| 16  | Jennifer Wenth            | Austria                    | 15:56,11 |      |
| 17  | Nikki Hamblin             | Noua Zeelandă              | 16:14,24 | (SB) |
| –   | Abbey D'Agostino          | Statele Unite ale Americii | (DNS)    |      |

## Legendă
RA Record african | AM Record american | AS Record asiatic | RE Record european | OCRecord oceanic | RO Record olimpic | RM Record mondial | RN Record național | SA Record sud-american | RC Record al competiției | DNF Nu a terminat | DNS Nu a luat startul | DS Descalificare | EL Cea mai bună performanță europeană a anului | PB Record personal | SB Cea mai bună performanță a sezonului | WL Cea mai bună performanță mondială a anului 